# Frontière entre la Bolivie et le Brésil
La frontière terrestre entre la Bolivie et le Brésil sépare les territoires du Brésil et ceux de la Bolivie. Elle commence à Corumbá, au Mato Grosso do Sul, et son terminus est à Assis Brasil, en Acre.

## Caractéristiques
La frontière mesure 3 400 km et correspond à la 8e frontière la plus longue du monde. La ligne traverse une grande variété de régions, des grandes zones urbaines, des déserts et des forêts, du Pantanal à la  forêt amazonienne.

## Évolution

En bleu, les territoires progressivement perdus par la Bolivie au profit du Brésil.

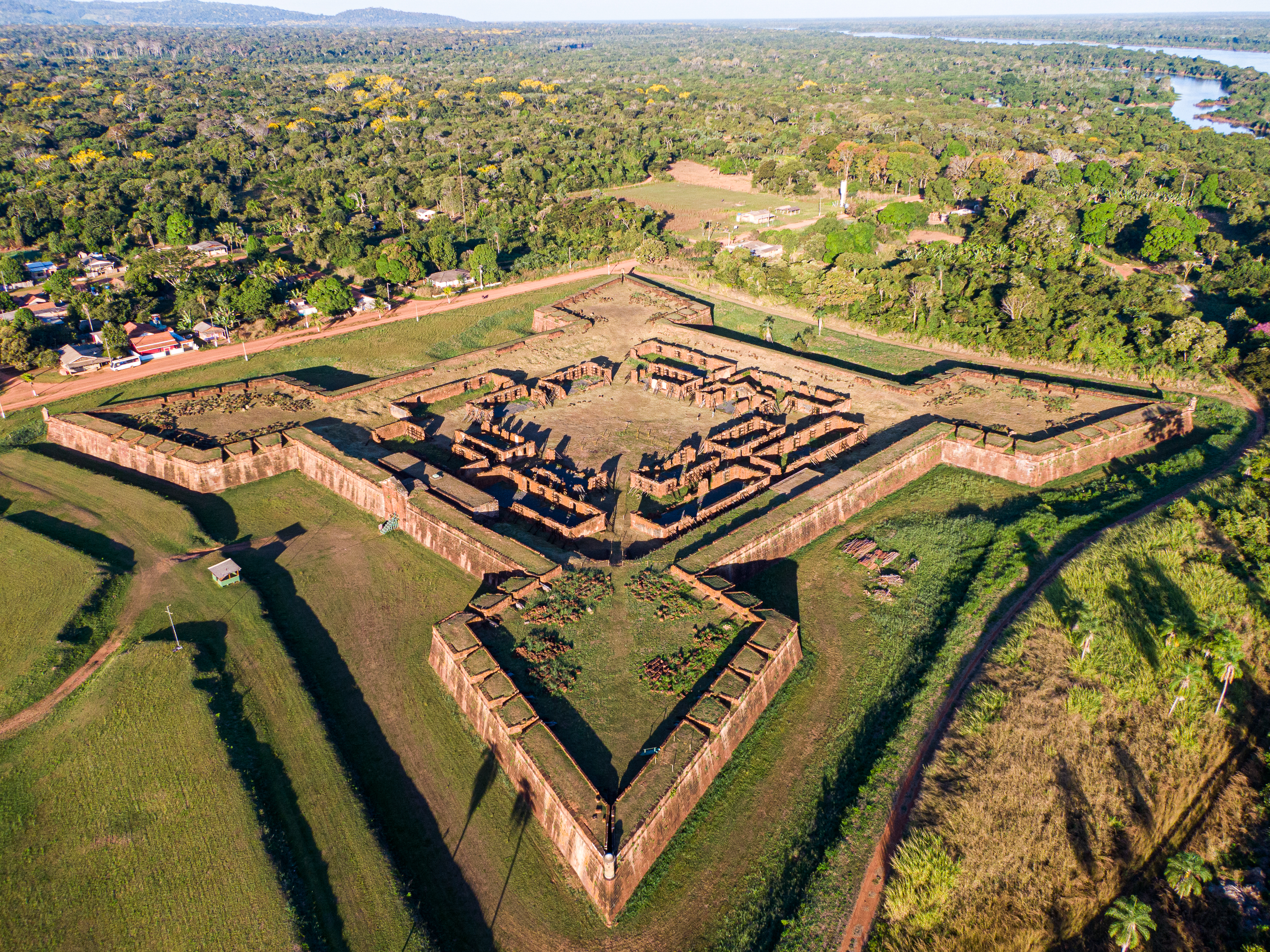
Le Real Forte Príncipe da Beira sur le Río Guaporé à la frontière entre la Bolivie et le Brésil. Décembre 2021.

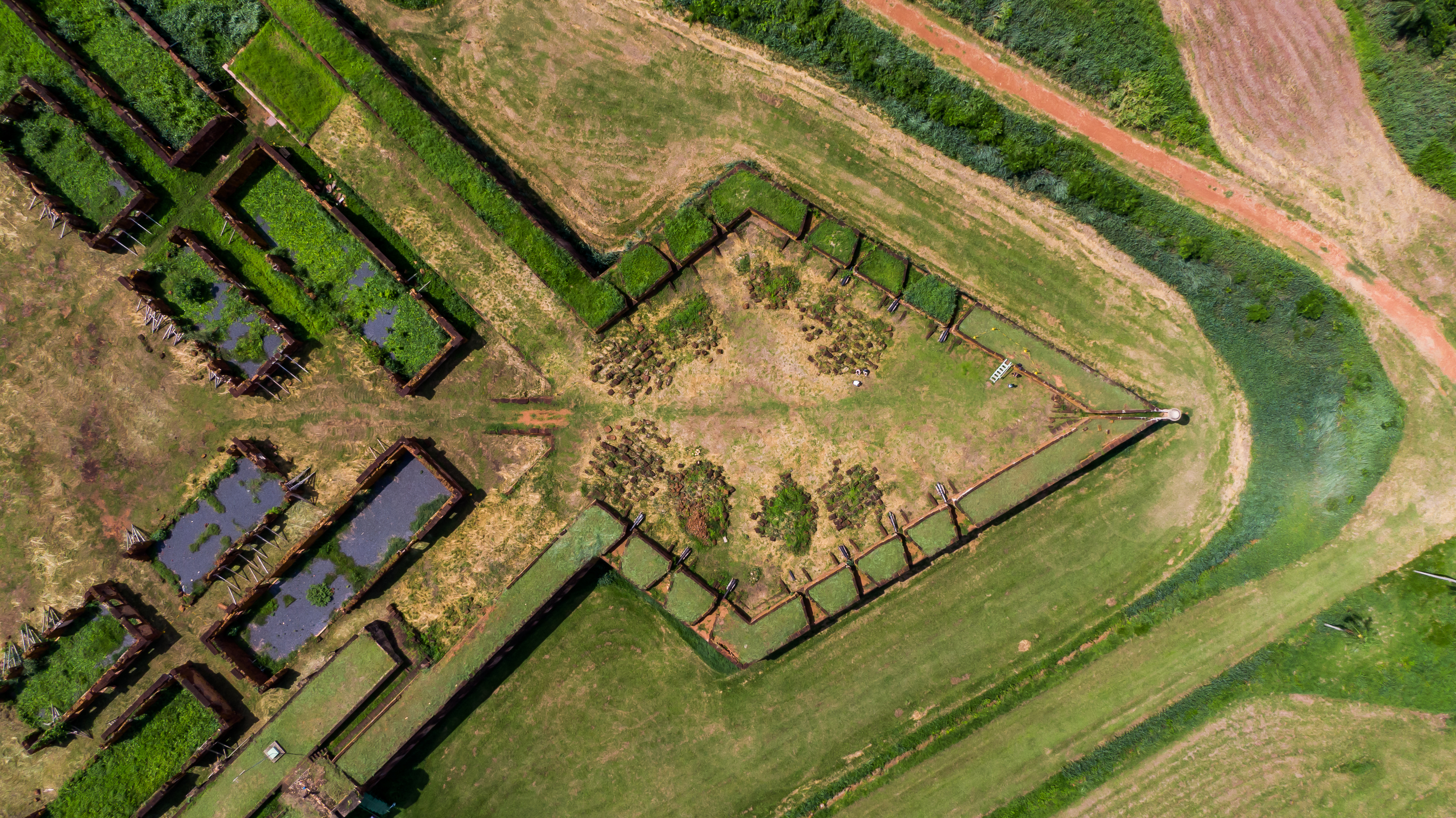
Une pointe du Real Forte Príncipe da Beira. Décembre 2021.

Au cours du premier siècle suivant l'indépendance du Brésil et de la Bolivie, leur frontière commune évolua à plusieurs reprises. Initialement la frontière nord était définie par différents traités entre les couronnes d'Espagne et de Portugal (partageant la Vice-royauté du Pérou et la colonie du Brésil), notamment par le traité de San Ildefonso de 1777, qui partait du rio Madeira, approximativement près de Humaitá et se déplaçait vers l'ouest jusqu'à attendre la cordillère des Andes.
En 1867, au cours de la guerre de la Triple-Alliance qui oppose le Brésil, l'Argentine et l'Uruguay au Paraguay, le Brésil cherche à renégocier ses frontières avec la Bolivie par le traité d'Ayacucho. La frontière nord est ainsi une nouvelle fois définie, à l'est par la confluence entre les rivières Beni et Mamoré et devait suivre le 10e parallèle sud jusqu'à atteindre les sources du rio Javari dont on ignorait l'emplacement exact. Celles-ci se trouvaient plus nord que prévu, ce qui conduisit à une frontière partageant le territoire d'Acre. La seconde partie du traité fit perdre à la Bolivie la rive droite du rio Paraguay
Le litige de la première partie du traité entraina la guerre de l'Acre de 1899 à 1903. A l'issue du conflit le traité de Petrópolis redéfinie la frontière nord de la Bolivie, où l'intégralité du territoire d'Acre (brièvement indépendant sous le nom de République d'Acre) est annexé par le Brésil. Le río Abuná définit depuis la frontière entre les deux états au nord de la Bolivie.

### Liens internes

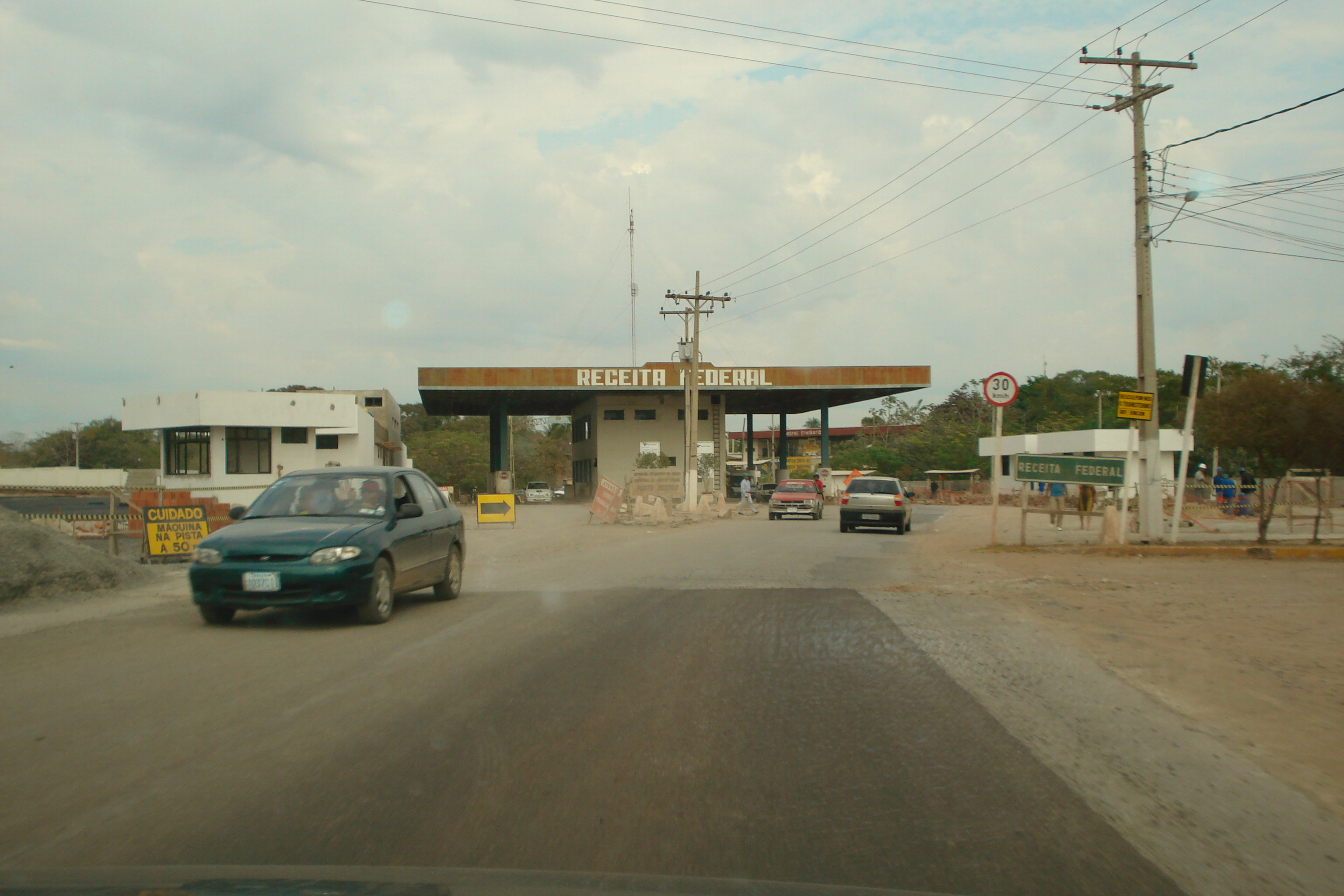
Douane brésilienne

## Régions frontalières
- Au Brésil :
  - Acre (Brésil)
  - Rondônia
  - Mato Grosso
  - Mato Grosso do Sul
- En Bolivie :
  - Pando
  - Beni
  - Santa Cruz